# Troja (Prag)
Praha-Troja oder Troja ist ein Stadtteil im Norden der tschechischen Hauptstadt Prag (tschechisch Praha), der zum Verwaltungsbezirk Prag 7 gehört.

## Stadtteil und Katastralgemeinde
Der Stadtteil Praha-Troja umfasst nur den südlichen, am Moldauufer liegenden Teil der 1922 nach Prag eingemeindeten Katastralgemeinde Troja. Diese wurde im Jahr 1949 auf die Bezirke Prag 7 und Prag 8 aufgeteilt. Der südliche Teil ist seit 1992 ein eigener Stadtteil.

## Sehenswürdigkeiten
- Schloss Troja
- Zoo Prag
- Botanischer Garten der Hauptstadt Prag mit Klarakapelle
- Troja-Brücke

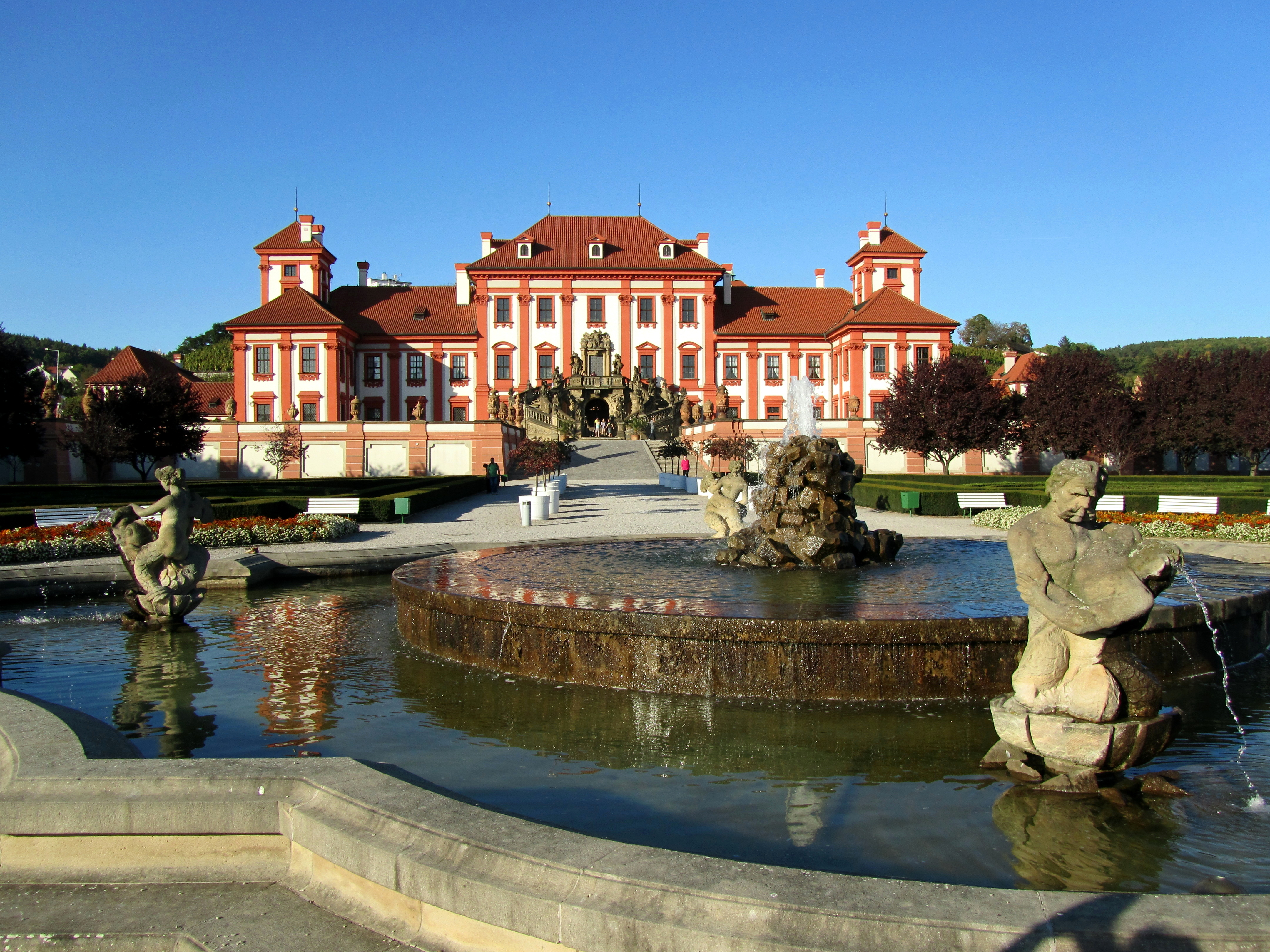
Schloss Troja
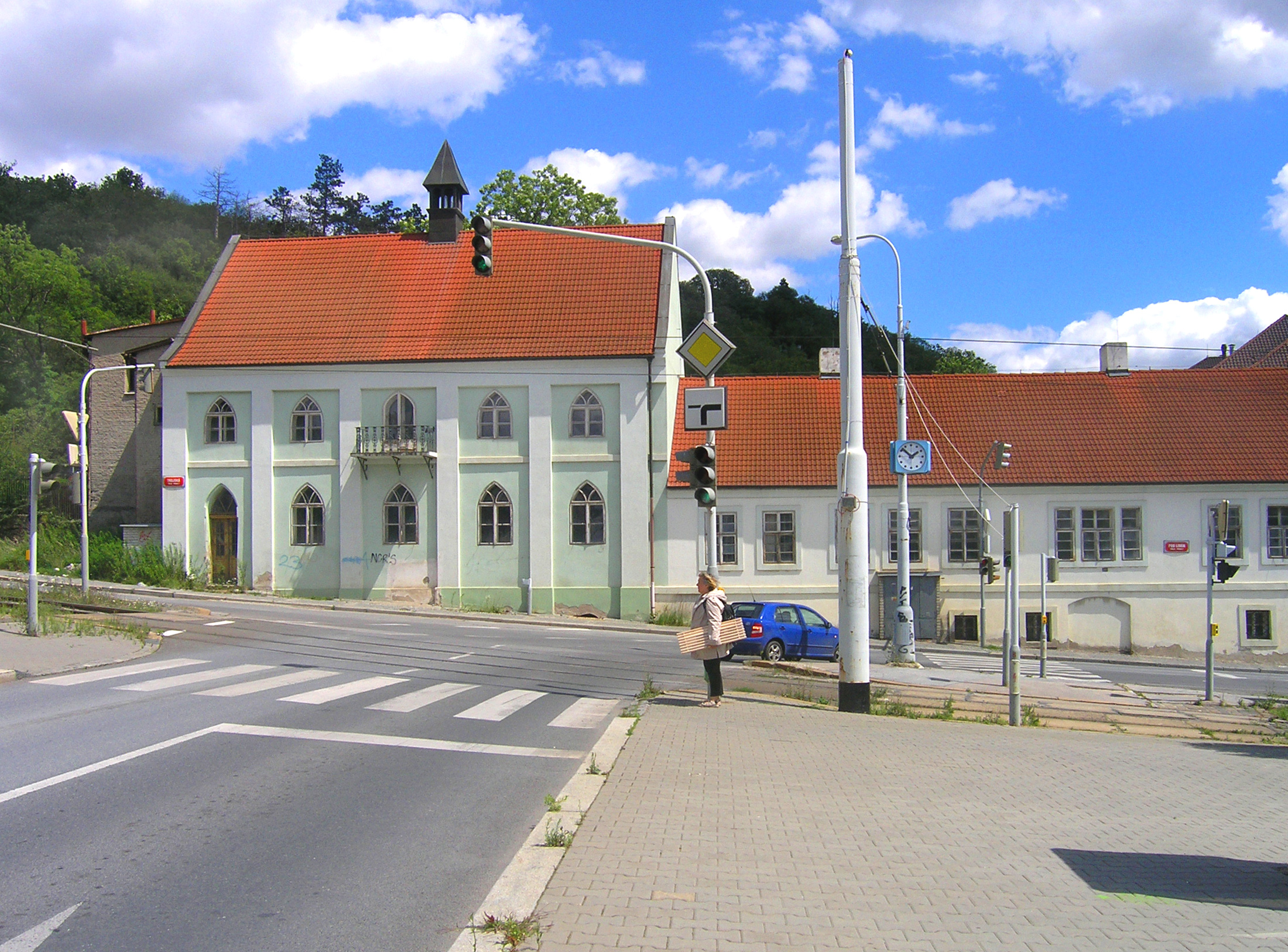
Trojská-Straße
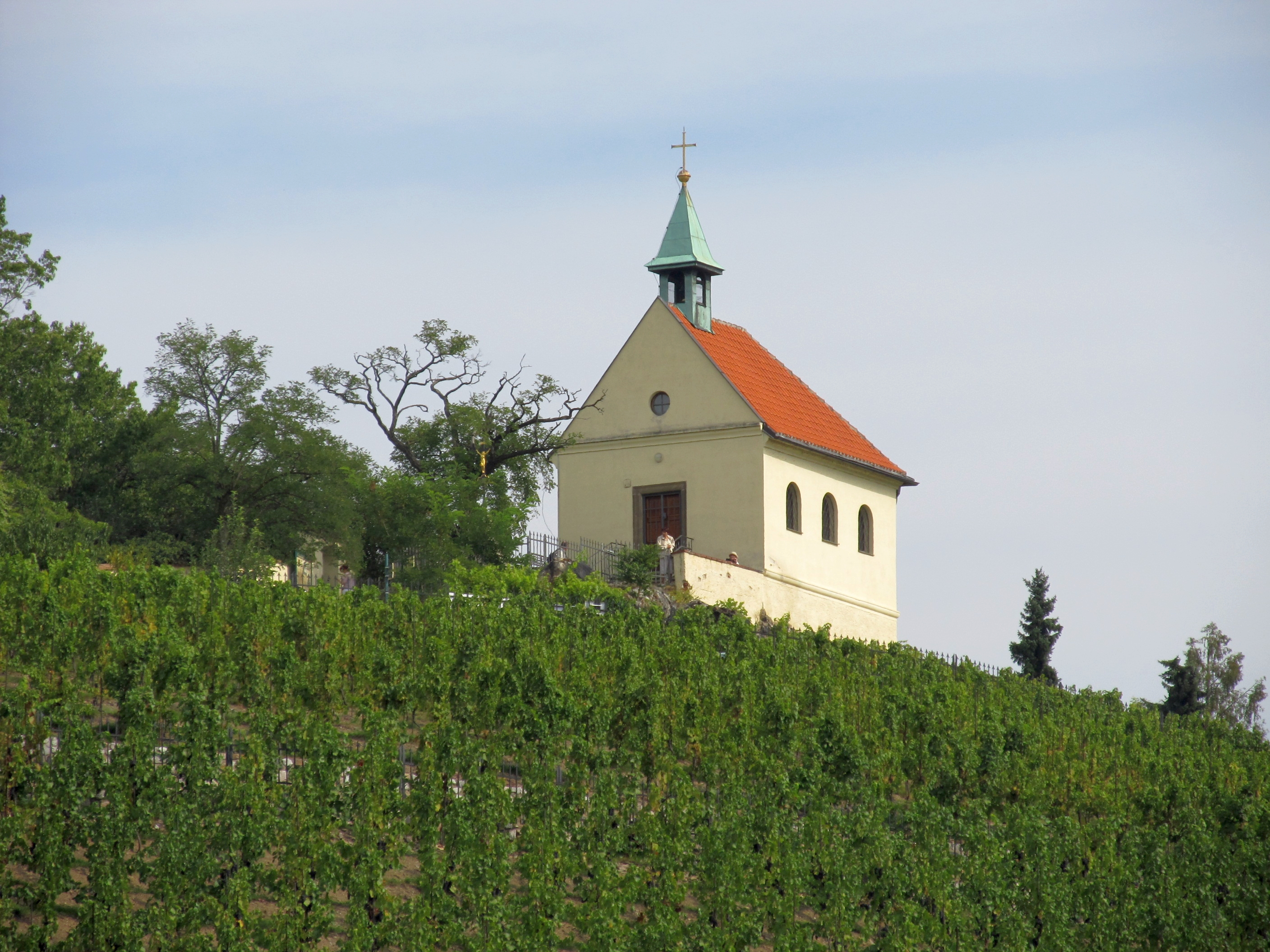
Kapelle und Weinberg der Hl. Klara
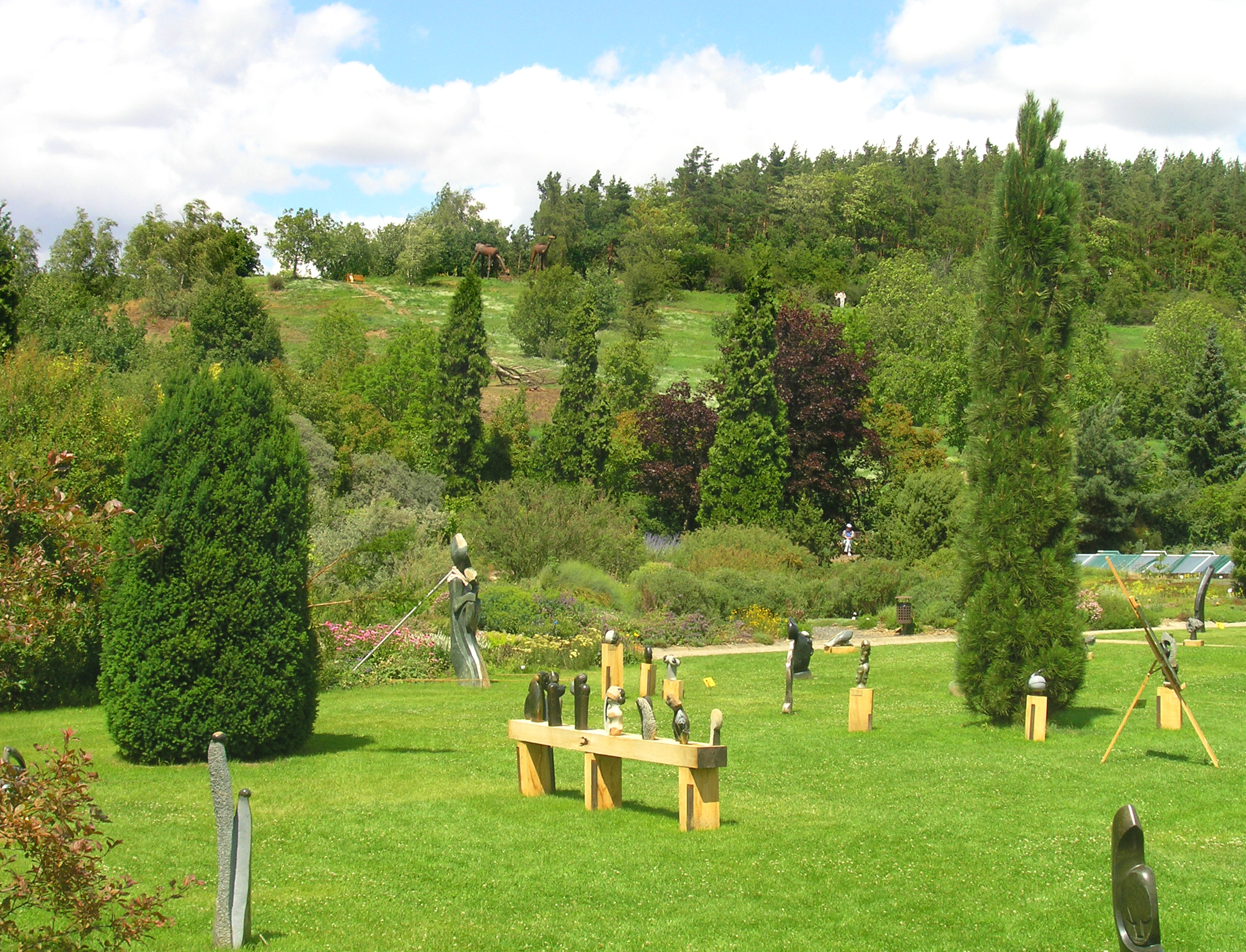
Botanischer Garten
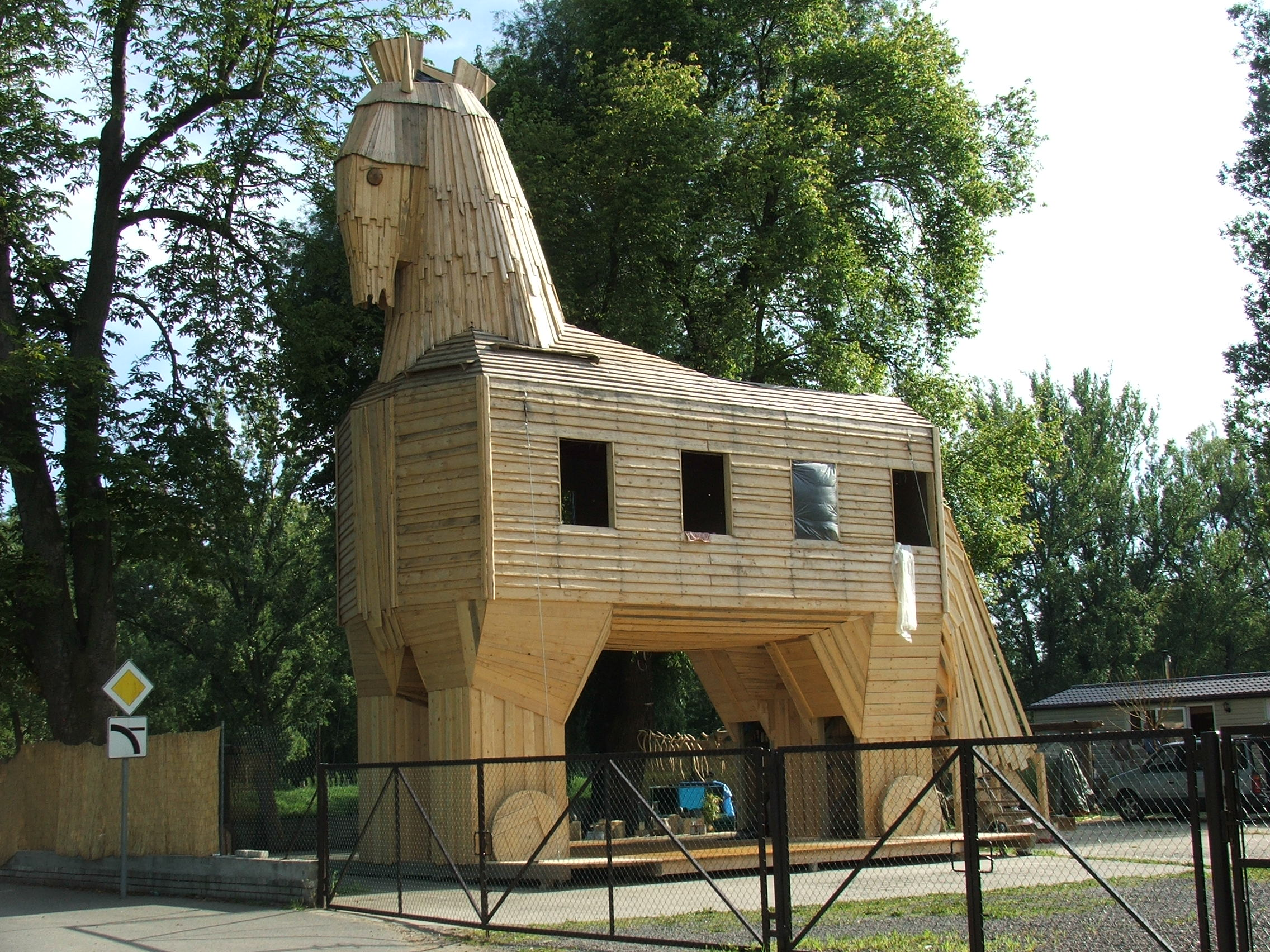
Trojanisches Pferd